# Basilique Sainte-Claire d'Assise
La basilique Sainte-Claire (en italien : basilica di Santa Chiara) d'Assise a été construite par Filippo di Campello entre 1257 et 1265, sur les fondations de l'église Saint-Georges préexistante dont ont été préservées une chapelle et la crypte, dans laquelle sont conservés le corps de sainte Claire, première disciple féminine de saint François, morte en 1253, ainsi que d'autres reliques : un vêtement du saint et une veste réalisée par la sainte. Aux côtés de celle-ci repose également le corps de sa sœur, sainte Agnès d'Assise.
Elle se trouve proche des remparts entre la  basilique Saint-François et la Porte nouvelle. 
Son parvis domine la plaine et donne un panorama sur le val di Spoleto qui permet d'admirer toute la plaine de Montefalco à Pérouse par temps clair.
Le corps de la basilique a été  réalisé avec des pierres roses et blanches extraites des carrières du mont Subasio sur les contreforts duquel la ville est construite. 
Elle est de style gothique italien, avec arcs rampants sur un côté et une rosace sur la façade.
Sa nef finit en transept avec une abside polygonale.
Ses fresques de la voûte  et du transept datent de la période qui va du XIIe siècle au XIVe siècle et sont de l'école de Giotto. 
Dans la  chapelle du Saint-Sacrement se trouvent quelques restes de fresques et surtout le crucifix de Saint-Damien qui, selon la tradition, aurait invité saint François, dans l'église de San Damiano à « rebâtir son Église ».         

## Galerie

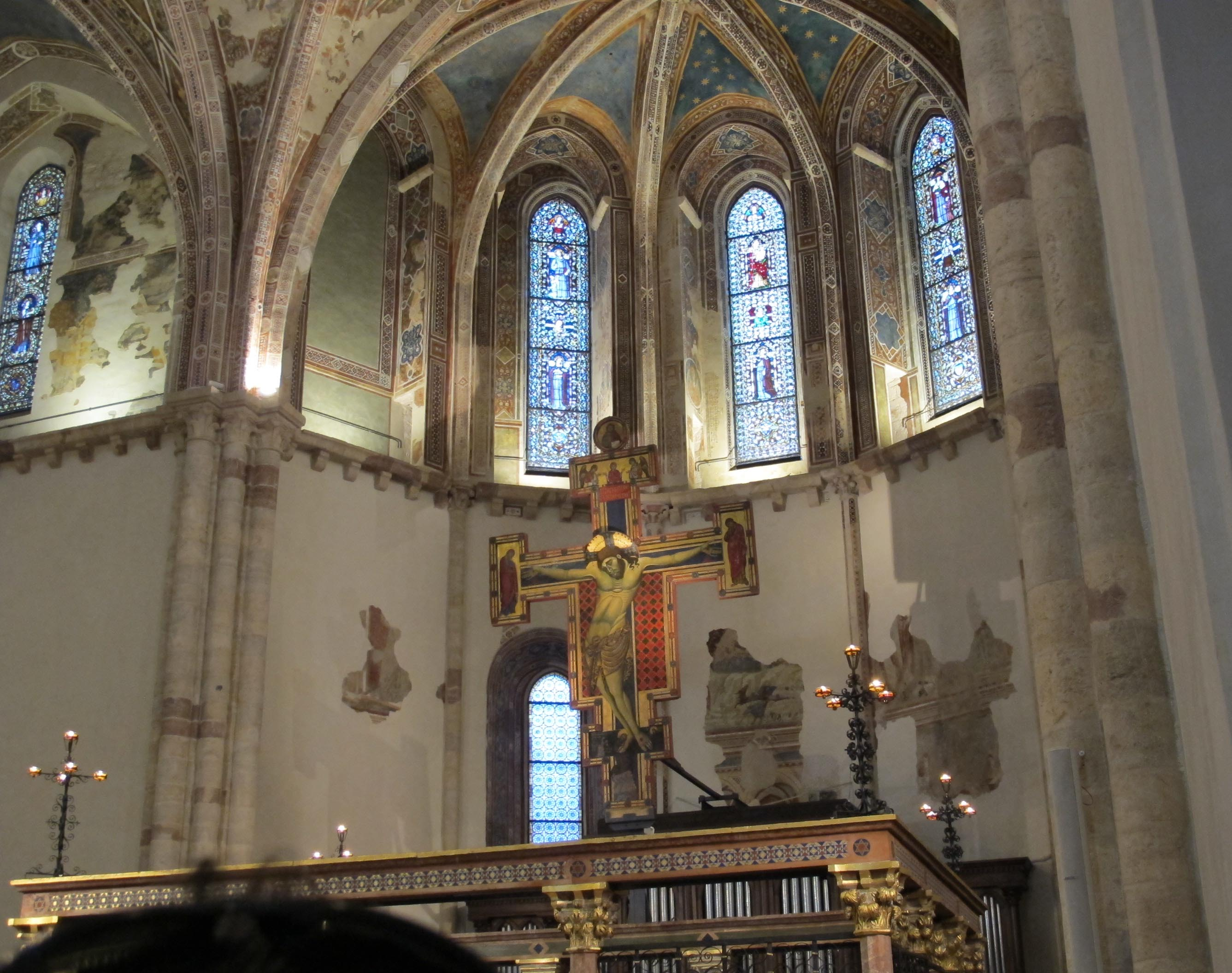
Autel et crucifix du maître de Santa-Chiara (ce n'est pas celui de Saint-Damien, qui est dans la chapelle)
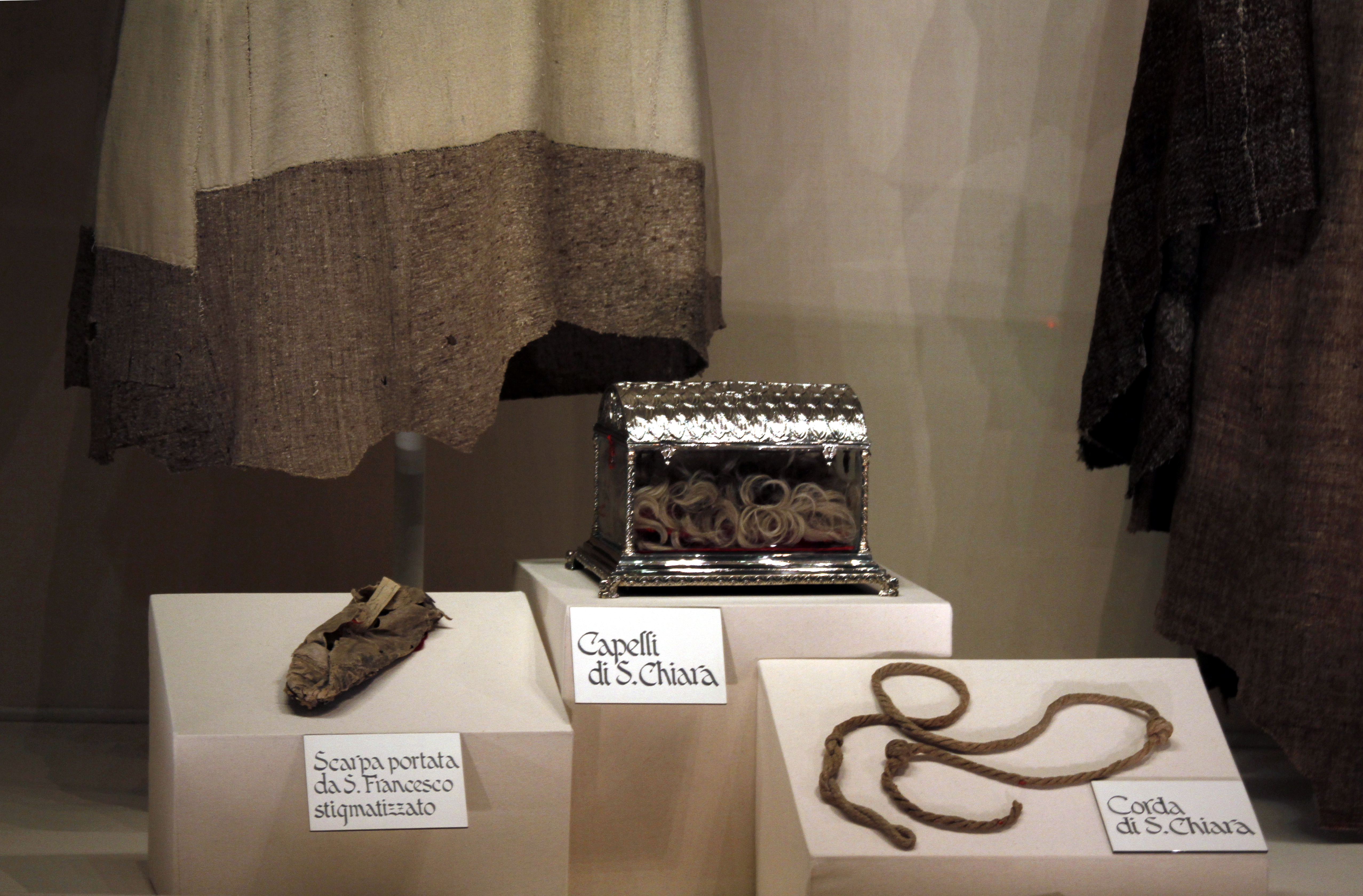
Reliques (sandale, cheveux, cordelière)
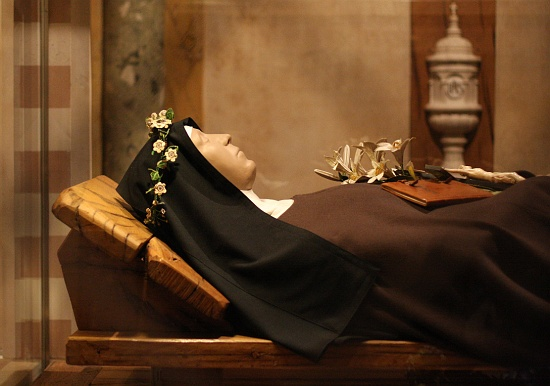
Châsse de sainte Claire d'Assise